# Fabián García
Ricardo Claudio Fabían García (Buenos Aires, Argentina) es un exfutbolista y entrenador argentino. Actualmente se encuentra disponible, tras desempeñarse anteriormente como Asistente Técnico en San Lorenzo de Almagro desde 2022, en el cuerpo Técnico encabezado por Rubén Darío Insúa.

## Trayectoria
Debutó en San Lorenzo el 7 de julio de 1985, y jugó en el azulgrana hasta 1990 (82 cotejos y un gol). Después pasó por Belgrano de Córdoba, Universidad de Chile, Lanús, Quindío de Colombia, Almirante Brown, Unión de Santa Fe, Oriente Petrolero de Bolivia, Alvarado y Aldosivi de Mar del Plata, concluyó su carrera en El Porvenir en 1998.
Tras su retiro continuó su carrera como segundo entrenador bajo el mando de Leonardo Madelón y Rubén Insúa.En 2010 fue nombrado asistente en Rosario Central junto a Madelón.
En mayo de 2012, mientras era asistente técnico en San Lorenzo, se peleó a combos con Ricardo Caruso Lombardi. Ambos terminaron detenidos.
En 2022 fue nombrado asistente de Matías Caruzzo en San Lorenzo.

## Clubes

### Como jugador
| Club                 | País      | Año       |
| -------------------- | --------- | --------- |
| San Lorenzo          | Argentina | 1985-1990 |
| Belgrano de Córdoba  | Argentina |           |
| Universidad de Chile | Chile     | 1990      |
| Lanús                | Argentina |           |
| Quindío              | Colombia  |           |
| Almirante Brown      | Argentina | 1993-1994 |
| Unión de Santa Fe    | Argentina |           |
| Oriente Petrolero    | Bolivia   |           |
| Alvarado             | Argentina |           |
| Aldosivi             | Argentina |           |
| El Porvenir          | Argentina | -1998     |

### Como entrenador
| Club                            | País      | Año       |
| ------------------------------- | --------- | --------- |
| El Porvenir                     | Argentina | 2001      |
| Unión de Santa Fe (Asistente)   | Argentina | 2001-2002 |
| San Lorenzo (Asistente)         | Argentina | 2002-2003 |
| Nueva Chicago (Asistente)       | Argentina | 2003-2004 |
| Talleres de Córdoba (Asistente) | Argentina | 2004      |
| Rosario Central (asistente)     | Argentina | 2010      |
| Quilmes (asistente)             | Argentina | 2010-2011 |
| San Lorenzo (asistente)         | Argentina | 2011-2012 |
| San Lorenzo (asistente)         | Argentina | 2022-2024 |